# Tăureni (okręg Harghita)
Tăureni (węg. Bikafalva) – wieś w Rumunii, w okręgu Harghita, w gminie Feliceni. W 2011 roku liczyła 437 mieszkańców.